# Pawnees
Pour les articles homonymes, voir Pawnee (homonymie).
Les Pawnees sont un peuple amérindien du Nebraska et du Kansas (États-Unis). Au sein des États-Unis, ils constituent l'entité fédéralement reconnue de la Nation pawnee de l'Oklahoma. Historiquement, ils vivaient dans le Nebraska et au Kansas.Ils vivent maintenant dans l'Oklahoma.
Leur langue, le pawnee, est une des langues caddoanes.

## Histoire

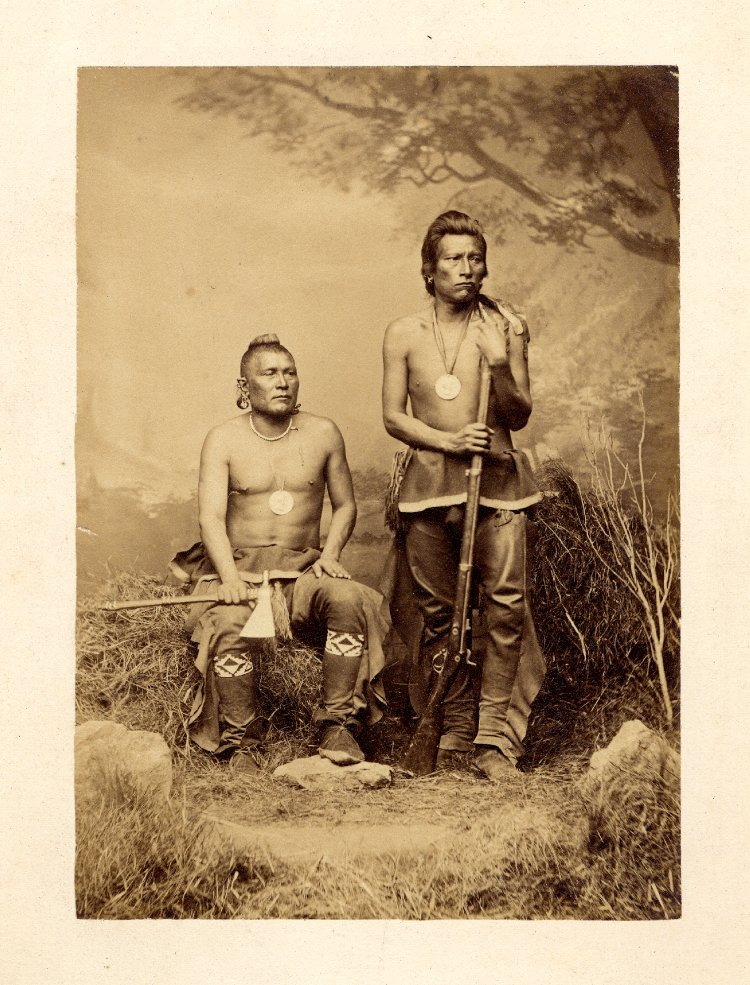
Portrait de deux chefs pawnees photographiés par John H. Fitzgibbon dans les années 1850.

Les origines des Pawnees sont mal connues. Ces peuples vivent sur les bords de la rivière Platte.
Au XVIIIe siècle, ils s'allient aux Français et jouent un rôle important dans l'arrêt de l'expansion espagnole en remportant une victoire décisive sur l'expédition Villasur le 14 août 1720.
Alors que les Pawnees forment un groupe d'environ 10 000 individus en 1780, au XIXe siècle, des épidémies de variole et de choléra menacent la survie de ce peuple, tant et si bien qu'on ne dénombre plus que 600 individus en 1900 contre 4 500 en 1840. Au XXe siècle, la démographie des Pawnees s'est légèrement redressée : 2 000 en 1970, ils seraient environ 3 210 en 2010.

## Ethnonyme
L'anthropologue George Bird Grinnell affirme que leur nom tribal était Chahiksichahiks, signifiant « Hommes des Hommes », mais selon George E. Hyde, les Pawnees ont toujours nié cette affirmation.
L'origine du nom Pawnee utilisé pour les désigner est incertaine. Vers 1870, en parcourant un dictionnaire en langue pawnee, John B. Dunbar s'est arrêté sur le mot pariki qui signifie « corne » et a suggéré que ce mot pouvait être à l'origine du nom Pawnee. Grinnell a repris cette hypothèse, en mentionnant le fait que le terme pariki désignait la façon dont pouvaient se coiffer les Pawnees, en dressant une mèche de cheveux, la faisant ainsi ressembler à une corne. Cette hypothèse ne fait toutefois pas l'unanimité.
Le nom traditionnel français de cette tribu, alliée des Français, est Panis ou Panas.

## Culture traditionnelle
Les Pawnees sont divisés en deux groupes principaux. D'un côté la fédération Skidi qui vit dans le nord, et d'un autre les South Bands (groupes du sud) qui sont divisés en plusieurs villages. Bien que la fédération Skidi comprenne les groupes les plus connus des Pawnees, les Chaui sont généralement considérés comme le groupe politique de ces derniers, bien que chaque groupe soit indépendant. C'est une caractéristique de beaucoup de tribus indiennes, chaque groupe est par tradition indépendant. Mais sous la pression des Espagnols, des Français et des Américains, les Pawnees ont commencé à se rapprocher.
- Skidi-Federation ou Skiri (dérivé de Tski'ki - ‘Wolf’ ou Tskirirara - ‘Wolf-in-Water’, Loups par les Français et Wolf Pawnee par les Américains) Turikaku (‘Center Village’)
  - Kitkehaxpakuxtu (‘Old Village’ or ‘Old-Earth-Lodge-Village’)
  - Tuhitspiat (‘Village-Stretching-Out-in-the-Bottomlands’)
  - Tukitskita (‘Village-on-Branch-of-a-River’)
  - Tuhawukasa (‘Village-across-a-Ridge’ ou ‘Village-Stretching-across-a-Hill’)
  - Arikararikutsu (‘Big-Antlered-Elk-Standing’)
  - Arikarariki (‘Small-Antlered-Elk-Standing’)
  - Tuhutsaku (‘Village-in-a-Ravine’)
  - Tuwarakaku (‘Village-in-Thick-Timber’)
  - Akapaxtsawa (‘Buffalo-Skull-Painted-on-Tipi’)
  - Tskisarikus (‘Fish-Hawk’)
  - Tstikskaatit (‘Black-Ear-of-Corn,’ ou ‘Corn-black’)
  - Turawiu (était une partie d'un village)
  - Pahukstatu (‘Pumpkin-Vine’ ne rejoignirent pas les Skidi et restèrent politiquement indépendants mais toujours en étant considérés comme Skidi)
  - Tskirirara (‘Wolf-in-Water’, bien que la fédération Skidi les considérait comme étant un des leurs, ils restaient politiquement indépendants)

- South Bands Chaui ou Tsawi (‘Asking-for-Meat’, aussi appelé Grand Pawnee)
  - Kithehaki ou Kitkehaxki (‘Little-Earth-Lodge’, souvent appelé Republican Pawnee)
  - Pitahaureat ou Pitahawirata (‘Man-Going-Downstream’, ‘Man-Going-East’, derived from Pita - ‘Man’ and Rata - ‘screaming’, les Français les appelaient Tapage Pawnee - ‘Screaming, Howling Pawnee’, later the Americans Noisy Pawnee)[4] Pitahaureat (Pitahaureat proper, leading group)
  - Kawarakis (dérivé de la langue Arikara : Kawarusha - ‘Horse’ et de la langue Pawnee Kish - ‘People’, certains Pawnee affirment que les Kawarakis parlaient comme les Arikara vivant dans le nord, parce que peut-être ils s'étaient réfugiés (1794-1795) des attaques des Lakota qui rejoignaient les Caddo kin vivant dans le sud.

## Mythologie
Le ciel et les étoiles sont au cœur de la mythologie pawnee. Ils ont réalisé une carte du ciel sur une peau de bête tannée où apparaît nombre d'étoiles ou corps célestes ainsi que la voie lactée.

## Organisation sociale et politique
Au XIXe siècle, les Pawnees sont divisés en quatre bandes distinctes : les Chaui, les Kitkehahki, les Pitahauerat et les Skidi. Chaque bande était divisée en villages, car les Pawnees se sont sédentarisés le long de la rivière Platte au Nebraska dès avant le XVIe siècle.
À cette époque, les Pawnees sont pour partie des agriculteurs : maïs, haricots, citrouilles et courges sont cultivées, uniquement par les femmes. Avec l'arrivée des Européens, le cheval est introduit dans les Grandes Plaines : les Pawnees le domestiquent au début du XVIIIe siècle et adoptent alors de leurs voisins la chasse au bison.

## Habitation traditionnelle

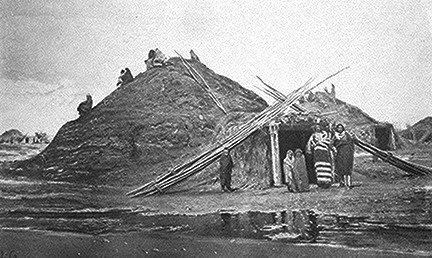
Huttes pawnees près de Genoa dans le Nebraska en 1873.

Du XVIIe au XIXe siècle, les Pawnees vivent dans des huttes en forme de dôme, recouvertes de terre. Les tipis ne sont utilisés que pour la chasse au bison. Les huttes évoluèrent d'une forme rectangulaire vers une forme circulaire. Les huttes en terre des Pawnees sont construites à partir de dix à quinze poteaux, d'environ 1,75 mètre de hauteur et plantés en terre tous les trois mètres environ de façon à former un cercle : ces poteaux périphériques délimitent la surface au sol.
La taille de la hutte varie selon le nombre de poteaux placés en son centre, sachant que la plupart des huttes pawnees ont quatre, huit voire douze poteaux centraux, dont la hauteur varie entre 3 et 5 mètres. La structure est ensuite recouverte de branches de saule, de terre et de gazon. On laissait un trou dans le toit pour la cheminée et y laisser passer la lumière. On laissait aussi une entrée. La porte était faite avec un morceau de peau de bison étirée sur une charpente de saule qui pivotait vers l'intérieur. La nuit, elle était barricadée avec un morceau de bois passé à travers les poteaux qui la constituaient. Le foyer était installé dans une dépression circulaire creusée dans le sol au centre de l'habitation; il était entouré de pierres plates. Leur habitation était à demi-souterraine.

## Esclavage
Dans les documents faisant état d'esclaves à l'époque de la Nouvelle-France, le mot « panis » était utilisé comme synonyme d'esclave amérindien. Cela ne signifie pas que tous les esclaves amérindiens étaient des Panis, il pouvait y en avoir provenant d'autres tribus, mais cela suggère qu'une partie des esclaves provenait de la tribu des Panis. Cela dit, le lien entre l'esclavage des Panis et la nation moderne des Pawnees est parfois critiqué car une carte de 1688 signale de nombreuses nations ou communautés des Plaines (Panimaha, Panetoca, Pana, Paneake, Paneassa) dont l'appellation pourrait être à l'origine du nom donné en Nouvelle-France aux esclaves amérindiens,.

## Représentations dans la culture

### Cinéma
Dans le film The Revenant (2015), le protagoniste Hugh Glass est veuf d'une femme pawnee avec laquelle il a eu un fils, Hawk, avec qui il parle régulièrement en langue pawnee. Un autre Pawnee, Hikuc, vient l'aider lors de son périple.